# André Herzberg

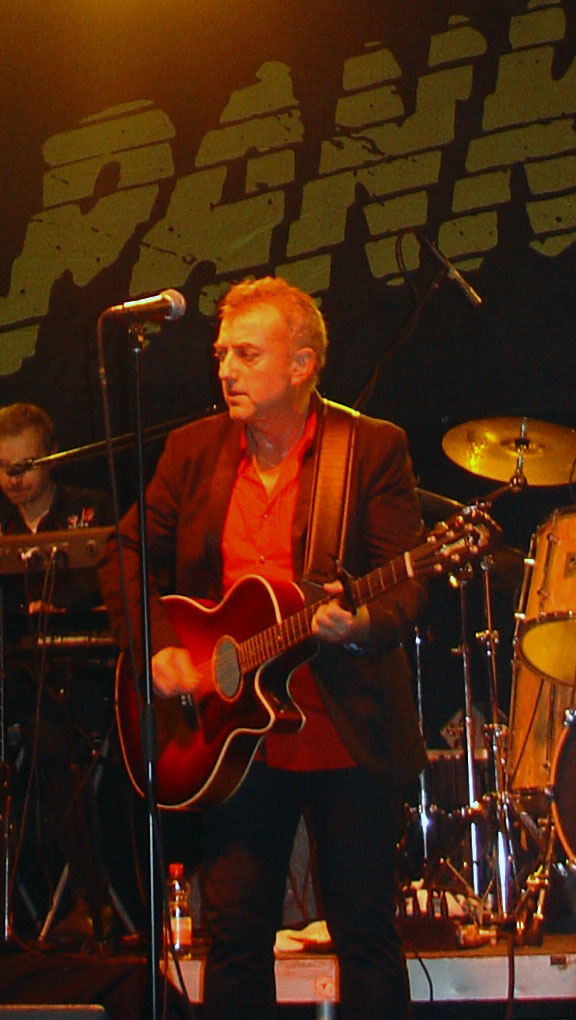
Im Konzert mit Pankow in Dresden (2011)

André Herzberg (* 28. Dezember 1955 in Ost-Berlin) ist ein deutscher Musiker, Sänger und Schauspieler. Seine größten Erfolge feierte er mit der Band Pankow.

## Leben
Herzberg wurde als jüngster Sohn in einer streng kommunistisch orientierten Familie jüdischer Herkunft geboren, seine Mutter war in der DDR Staatsanwältin, sein Vater Rundfunkjournalist. Der Autor und Publizist Wolfgang Herzberg ist sein Bruder.
Ab 1961 bekam er Geigenunterricht und engagierte sich im Turnsport. 1973 stieg er bei der Weißenseer Band Bodyhall ein und erhielt fortan Gesangsunterricht an der Musikschule Friedrichshain in Ost-Berlin. 1979 war Herzberg Mitbegründer der Gaukler Rock Band und absolvierte ein Musikstudium an der Hochschule für Musik „Hanns Eisler“ Berlin. Mit Bootsfahrt hatten Herzberg und die Gaukler Rock Band 1981 einen ersten Titel in der DDR-Jahreshitparade.
Als 1981 Veronika Fischer, Frontfrau der Band 4 PS, nach einem Konzert in West-Berlin blieb, gründeten Jürgen Ehle (Gitarre), Frank Hille (Schlagzeug), Hans-Jürgen Reznicek (Bassgitarre) und Rainer Kirchmann (Keyboard) die Band Pankow. Herzberg wurde als Frontmann geholt.
Von seinem Bruder Wolfgang Herzberg (alias Frauke Klauke) stammte der Text für das Rocktheaterstück Paule Panke, welches den Alltag eines Lehrlings realistisch beschrieb. Pankow machte dazu die Musik und inszenierte es.
1982 kam es zu ersten Produktionen im Studio sowie zu einem Live-Mitschnitt des Rundfunks der DDR von einem Konzert im Haus der jungen Talente in Berlin, dessen Veröffentlichung im Jahr seiner Entstehung an den als wenig systemkonform empfundenen Texten scheiterte und der erst kurz vor Ende der DDR 1989 beim staatlichen Label Amiga erscheinen konnte.
1983 erschien das erste Pankow-Album Kille Kille, welches 120.000 Mal verkauft wurde. Pankow produzierte mehrere Nummer-Eins-Songs wie Die wundersame Geschichte von Gabi, Inge Pawelczik und den Titel Werkstattsong aus dem Rocktheaterstück. 1984 erschien das Album und Rockspektakel Hans im Glück nach einem Märchen der Gebrüder Grimm, das am 15. März 2009 eine Neuinszenierung gemeinsam mit Schauspielern der Berliner Volksbühne erlebte.
Die erste Tournee in Westeuropa starteten sie 1986 mit ihrem Album Keine Stars. Ab 1987 arbeitete Herzberg als Schauspieler am Theater Schwedt im Musical Paule Panke. 1988 nahm Pankow das Album Aufruhr in den Augen auf. Zum zehnten Bandjubiläum 1991 erfolgte eine Tournee gemeinsam mit der Bigband der Westgruppe der sowjetischen Streitkräfte in Deutschland. Hiervon erschien ein Konzertmitschnitt auf VHS-Kassette. Nebenbei war Herzberg 1989 am Theater bei dem Tagebuch eines Wahnsinnigen nach Gogol tätig. 1996 nahm er mit Pankow das Album Am Rande vom Wahnsinn auf, 1998 starteten Pankow eine Tournee mit einigen Brecht-Liedern. Am 31. Dezember 1998 löste sich Pankow vorerst auf.
1991 startete Herzberg eine Solokarriere mit einem eigenen Album. Sein zweites Soloalbum Tohuwabohu erschien 1994, die gleichnamige Theatershow veranstaltete er an der Volksbühne in Berlin. Die Fernsehsendung Anplackt für den MDR moderierte er 1995.
Im Jahre 2000 erschien Herzbergs Erzählband Geschichten aus dem Bett. Er schrieb einige Songs für das Musical Das kalte Herz nach Wilhelm Hauff am Hans-Otto-Theater in Potsdam.
In der Autoren-Edition des Berliner Avinus-Verlags erschien 2004 Herzbergs autobiografischer Roman Mosaik.
Herzberg lebt in Berlin-Pankow.

## Diskografie
- 1991: André Herzberg, K&P Music / BMG Ariola
- 1994: Tohuwabohu, K&P Music / BMG Ariola
- 1999: Herzberg 91-99 Ausverkauf (Sampler), K&P Music / BMG Ariola
- 2004: Losgelöst, Dunefish (edel SE)
- 2008: Das kalte Herz, Dunefish (edel SE)
- 2018: Was aus uns geworden ist, Reptiphon
- 2023: Von woanders her, Reptiphon

## Schriften
- Keine Stars – Mein Leben mit PANKOW. Aufbau, Berlin 2021, ISBN 978-3-351-03843-4 (256 S., etwa 60 Abbildungen, 24 cm × 19,7 cm).
- Was aus uns geworden ist, Ullstein, 2018, ISBN 978-3-550-08164-4.
- Alle Nähe fern, Ullstein, 2015, ISBN 978-3-550-08056-2.
- Mosaik. Avinus, Berlin 2004, ISBN 978-3-930064-22-9.
- Geschichten aus dem Bett. Eulenspiegel, Berlin 2000, ISBN 978-3-359-00992-4.